# Ramularia doronici
Ramularia doronici är en svampart som först beskrevs av Pier Andrea Saccardo, och fick sitt nu gällande namn av Gustav Lindau 1906. Ramularia doronici ingår i släktet Ramularia och familjen Mycosphaerellaceae.   Inga underarter finns listade i Catalogue of Life.